# Chico Cascateiro
Francisco da Silva Reis, vulgarmente conhecido como Chico Cascateiro, é um dos notórios cascateiros do século XIX no Brasil, isto é, das pessoas especializadas na construção de cascatas para jardins, muito embora seus trabalhos possam incluir a ainda a construção pontes, bordas de repuxos, tanques e lagos, cascatas e grutas artificiais, miradouros, coretos, bancos, quiosques, mesas e caramanchões.

## Obras

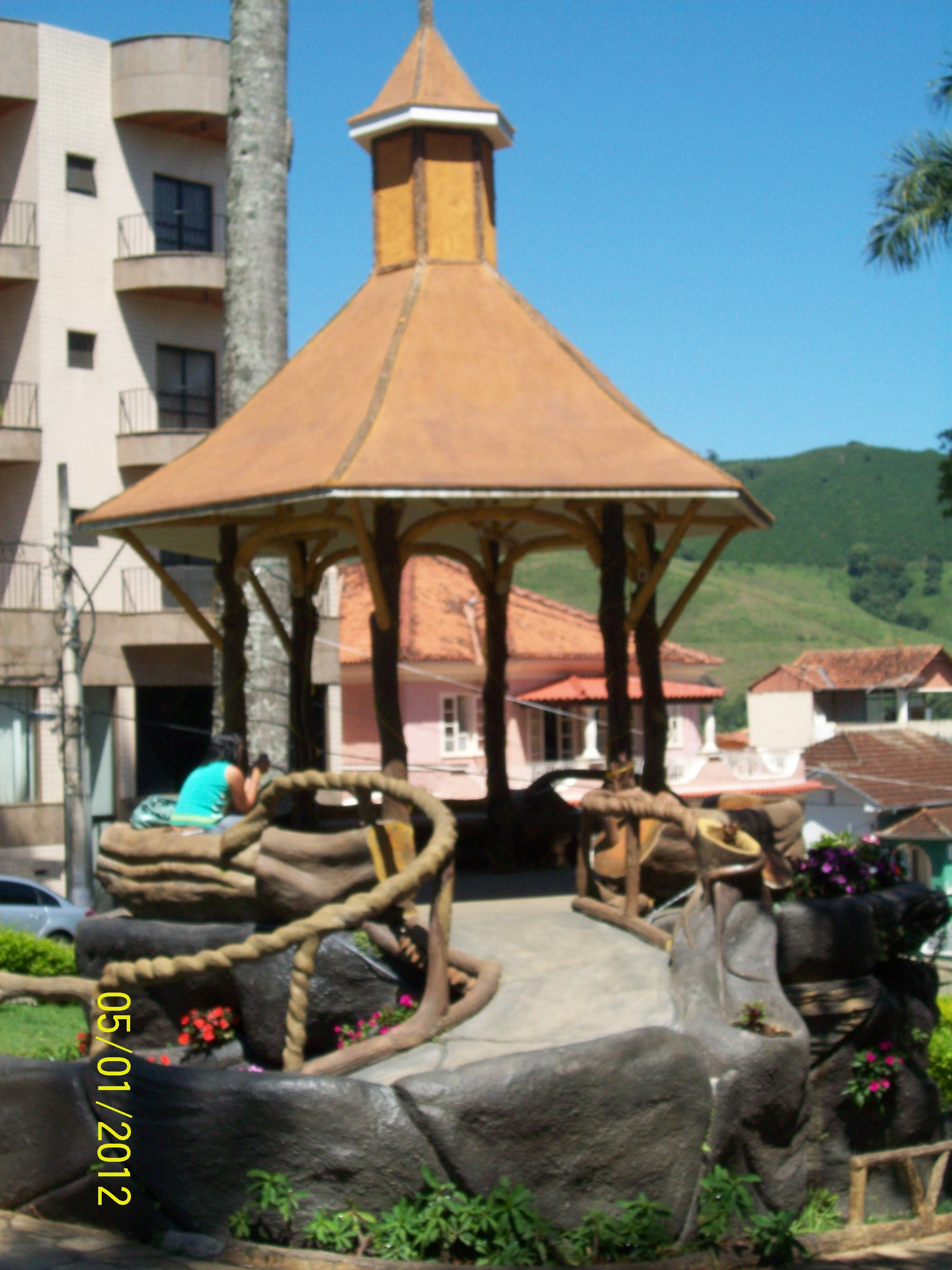
Coreto no município brasileiro de Carmo de Minas.

As obras de Chico Cascateiro, ao que tudo indica, ficaram restritas ao sul mineiro. Foram localizadas obras do artífice nas cidades de Caxambu, Baependi, Carmo de Minas, Passa Quatro, Cristina, Maria da Fé e numa fazenda em Itajubá, em praças, jardins públicos, residências urbanas e em fazendas, sempre com as mesmas técnicas de falseamento da natureza em cimento armado. A cidade de Caxambu, em especial, agrega um número significativo de obras do cascateiro. Guilherme Nogueira de Andrade, redator-proprietário do Jornal de Caxambu, registrou os trabalhos que o cascateiro realizava na cidade:
| “                                                                          | Não é demais avançar que, sob o invólucro de um simples operário, se occulta um extraordinario e perfeito artista. Os trabalhos rústicos do sr. Francisco da Silva Reis realizados nesta cidade aattestam, com prodigiosa exactidão, o que vimos de affirmar. A orla do Jardim Municipal, em cimento armado, emitando, como ao natural, a madeira tosca; os pontilhões sobre o Bengo, ligando os lados do gracioso e poetico jardim; os bancos gothicos, aqui e alli, pela sombra do arvoredo; o grande bloco ou rocha como centro do pequeno lago e que serve de base a fonte luminosa, formando, em torno, linda cascata; a cascatinha do lindo coreto do jardim, etc; tudo está em relevo, como se fôra obra da natureza! Os grupos de assentos toscos, emitação de madeira, em diversos pontos, a graciosa choupana como abrigo da bomba de excuamento de aguas pluviaes e, para maior realce, a elegante e soberba cascata e respectivo lago, fazendo-se em ponto culminante para o enlevo, agreste, de veranistas que, emmages todos grupos, posem para as classicas e proverbiaes photographia dos que aqui passam as temporadas em plena villegiatura. Em todos esses maravilhosos trabalhos de pura emitação da natureza e fina arte, ficará perpetuado o nome de Francisco da Silva Reis, o inimitável e prodigioso cascateiro. | ” |
| — Guilherme Nogueira de Andrade, redator-proprietário do Jornal de Caxambu | |   |

## Leituras adicionais
- TERRA, Carlos. O jardim no Brasil no século XIX: Glaziou revisitado. Rio de Janeiro: EBA/UFRJ, 2000.